# フランチェスコ・アルチャート
フランチェスコ・アルチャート（Francesco Alciato、1522年2月1日 - 1580年4月19日）は、イタリアの法学者。同じく法学者にして『エンブレマタ』著者であったアンドレーア・アルチャートの甥にあたる。

## 人物
法学者としてパヴィア大学教授を務めたあと、ローマ教皇ピウス4世によって教皇庁に取り立てられ、後に枢機卿になった。
その文才は、マルク＝アントワーヌ・ミュレやピエトロ・ヴェットーリら同時代の文人に高く評価する者もいたが、著作が公刊されることはなかった。